# آرمن گیلیام
آرمن گیلیام (انگلیسی: Armen Gilliam؛ زاده ۲۸ مهٔ ۱۹۶۴ درگذشته ۵ ژوئیهٔ ۲۰۱۱) یک ورزشکار اهل ایالات متحده آمریکا بود. 